# Стоукс, Энн
Энн Стоукс (англ. Anne Stokes) — английская художница-иллюстратор в стиле фэнтези. Её работы использовались во многих ролевых играх, включая Dungeons & Dragons.

## Биография
Её рисунки для Dungeons & Dragons включают иллюстрации к Monster Manual III (2004), Player's Handbook II (2006), Monster Manual IV (2006), Fiendish Codex I: Hordes of the Abyss (2006), Complete Mage (2006), Magic Item Compendium (2007), Monster Manual V (2007), Rules Compendium (2007), и четвёртому изданию Monster Manual (2008) и Manual of the Planes (2008). Работы Энн довольно широко используются для производства пазлов, сувениров, маек, сумок и другой продукции в стиле фэнтези.
Энн является автором обложки альбома Available in All Colours группы One Minute Silence.
Проживает в Лидсе, замужем за художником Ральфом Хорсли, имеет сына Лео.